# Taillancourt
Taillancourt település Franciaországban, Meuse megyében. Lakosainak száma 123 fő (2022. január 1.). Taillancourt Vouthon-Bas, Amanty, Burey-la-Côte, Champougny, Goussaincourt, Maxey-sur-Vaise és Montbras községekkel határos.

## Népesség
A település népessége az elmúlt években az alábbi módon változott:
| Lakosok száma | 108  | 96   | 98   | 132  | 141  | 134  | 127  | 124  | 124  | 123  |
|               | 1968 | 1982 | 1990 | 2006 | 2013 | 2015 | 2017 | 2019 | 2020 | 2022 |